# Algo personal
Algo Personal es el primer álbum de estudio de la cantante peruana Anna Carina, fue cimentando una carrera artística que poco a poco ha conseguido importantes logros. Representó al Perú en eventos internacionales importantes como el Festival Internacional de la Canción de Viña del Mar, obteniendo el segundo lugar de la competencia internacional y XXVIII festival OTI de la canción, quedando entre las 10 semifinalistas, realizado en México - Acapulco. Además, ha colaborado con sus composiciones en diferentes campañas solidarias realizadas en el Perú, pero sin descuidar su principal objetivo: su carrera como solista. En el 2002, Anna Carina lanzó al mercado lo que sería su primera experiencia musical en solitario. El álbum llevó por título "Algo Personal", un disco con 16 composiciones, todos caminando en la línea del pop, del rock, la balada y el dance. El primer sencillo Loco Amor, logró calar rápidamente en el gusto del público juvenil, colocándose en las listas de preferencia de las principales radios locales, La dirección del videoclip estuvo a cargo de Juan Carlos Oganes. Al mismo tiempo que Anna Carina recorría diversos locales presentando lo mejor de su repertorio. El disco tuvo una vida corta y Anna Carina debió ausentarse de los escenarios por un par de años, en ese período de crecimiento personal, se dedicó a componer temas para el programa infantil más sintonizado por los niños peruanos, Maria Pía y Timoteo.

## Temas
Los temas presentes en el álbum son:
1. Sin temor, sin dolor
2. Falsa Imaginación
3. Ser de ti
4. Loco amor
5. Volverte a ver
6. Sólo una mirada
7. Vives en mí
8. Intro
9. El hombre ideal
10. Más de lo que soy
11. Libre
12. Lo que tú piensas
13. Puede ser
14. Se va
15. La suerte que tengo
16. Hay un modo